# تاباشکا
تاباشکا (به بلغاری: Tabashka) یک منطقهٔ مسکونی در بلغارستان است که در سولیوو واقع شده‌است.